# Bernard Landry (entomologiste)
Pour les articles homonymes, voir Bernard Landry (homonymie).
Bernard Landry, né au Québec en 1962, est un lépidoptériste spécialiste des microlépidoptères, en particulier des Pyraloidea et notamment la famille des Crambidae.  Il est diplômé de l'Université de Montréal, effectue son master jusqu'en 1987 à l'Université McGill sur les ptérophores de la sous-famille des Platyptiliinae, puis obtient sa thèse de l'Université Carleton en 1992. Depuis 2001, il est chargé de recherche au Muséum d'histoire naturelle de Genève. Il est membre du comité de rédaction de Nota Lepidopterologica, ZooKeys, Alpine Entomology et de la Revue suisse de Zoologie.

## Taxons dédiés
Bernard Landry est le dédicataire des espèces suivantes :
- Adaina bernardi Gielis, 1992
- Afroromieuxia bernardlandryi Bassi, 2021[2]
- Amblyptilia landryi Gielis, 2006
- Cameraria landryi De Prins, 2012
- Celaenorrhinus landryi Libert, 2014
- Chrysoteuchia landryi Jie, Yang & Li, 2019
- Eupithecia landryi Vargas, 2011
- Lepidozonates landryi Park, 2017
- Microchilo landryi Li, 2018
- Netechmodes landryi Razowski, 2004
- Praepedaliodes landryi Pyrcz & Freitas, 2017
- Rhiza bernardi L. Ronkay & G. Ronkay, 2023[3]
- Tricheurois landryi Varga, Ronkay, Gyulai, Kiss & Ronkay, 2020

## Taxons décrits
Bernard Landry est le descripteur ou co-descripteur de trois tribus :
- Euchromiusini Léger, Landry & Nuss, 2019
- Haimbachiini  Landry, 1995[4]
- Prionapterygini Landry, 1995[4]

De treize genres :
- Almita Landry, 1995[4]
- Aulombardia L. Ronkay, G. Ronkay & Landry, 2023[3]
- Blascocostaligia L. Ronkay, G. Ronkay & Landry, 2023[3]
- Cheverella Landry, 2011[5]
- Chileoptilia Vargas & Landry, 2005
- Galagete Landry, 2002[6]
- Grenonia L. Ronkay, G. Ronkay & Landry, 2023[3]
- Lorrainlandryia L. Ronkay, G. Ronkay & Landry, 2023[3]
- Neodactria Landry, 1995[4]
- Shafferiessa Landry & Neunzig, 1998
- Transeuplexia L. Ronkay, G. Ronkay & Landry, 2020
- Vernieria L. Ronkay, G. Ronkay & Landry, 2023[3]
- Xavierperretia L. Ronkay, G. Ronkay & Landry, 2023[3]

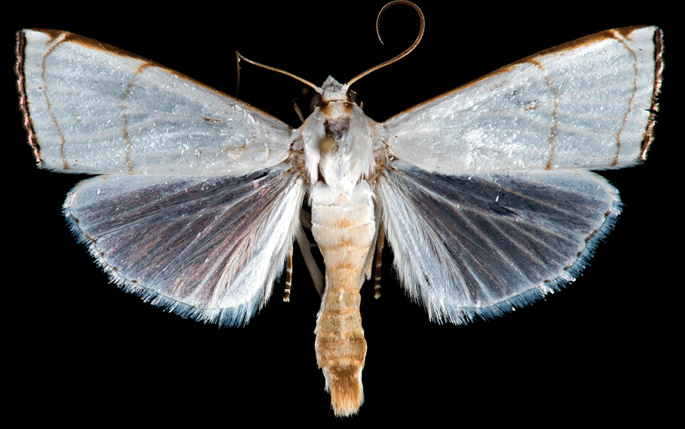
Holotype de Catharylla chelicerata Léger & Landry, 2014.

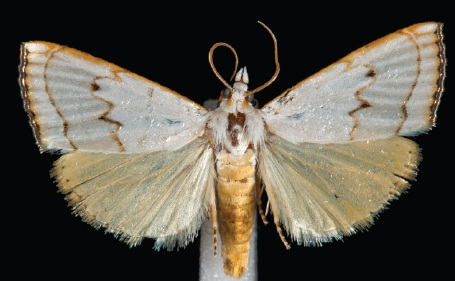
Holotype de Catharylla serrabonita Léger & Landry, 2014.

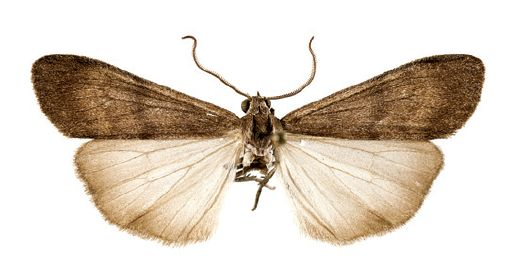
Holotype de Utetheisa henrii Landry & Roque-Albelo, 2009.

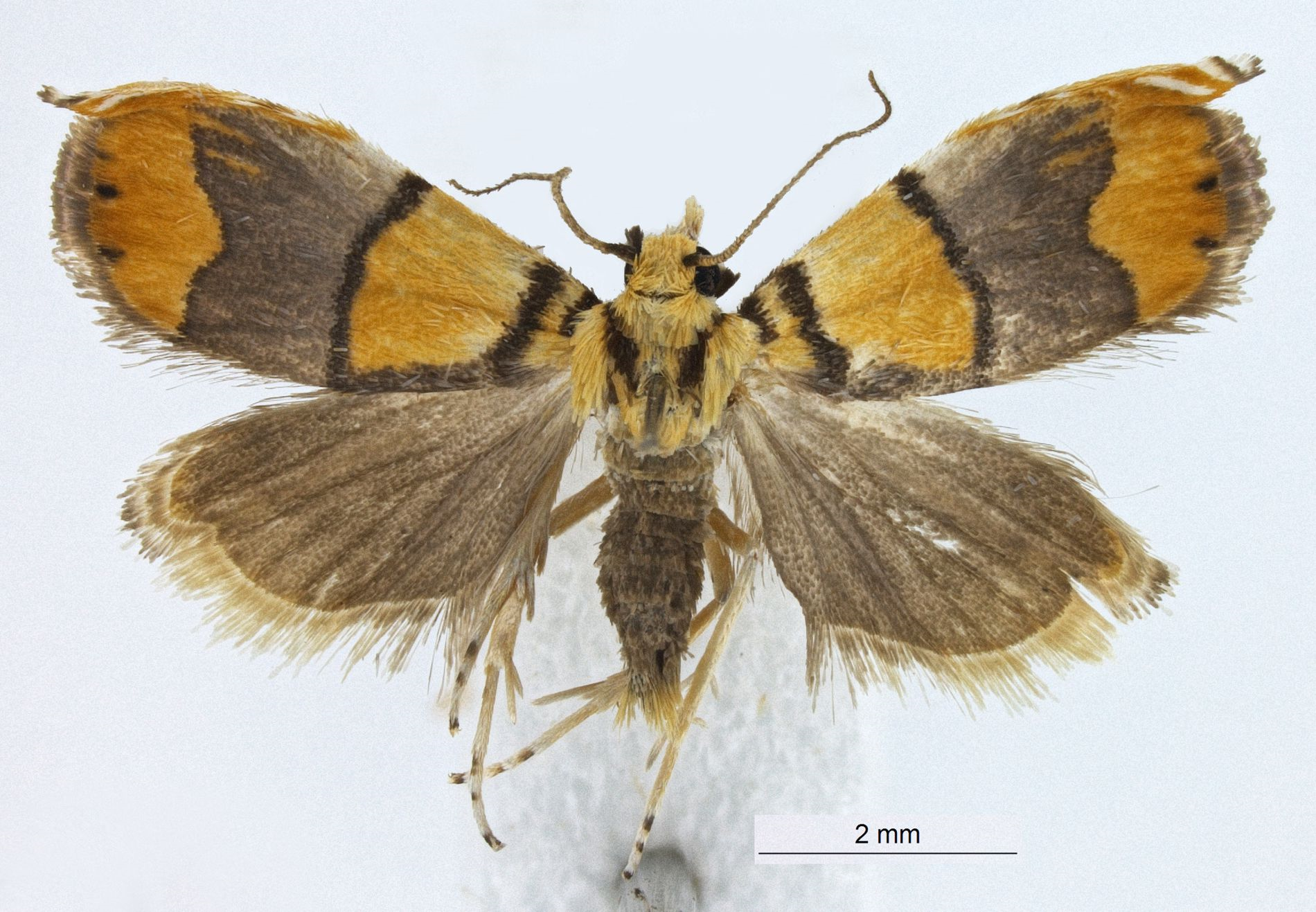
Holotype de Diptychophora galvani Landry & Becker, 2021.

Et des espèces ou sous-espèces suivantes :
- Acrocercops serrigera galapagosensis Landry, 2006
- Adaina scalesiae Landry, Roque-Albelo & Matthews, 2004
- Agathodes galapagensis Landry, 2016
- Almita portalia Landry, 1995[4]
- Almita texana Landry, 1995[4]
- Alucita adriendenisi Landry & Landry, 2004
- Alucita lalannei Landry & Landry, 2004
- Antha descombesi L. Ronkay, G. Ronkay & Landry, 2023[3]
- Apamea andrepougeti L. Ronkay, G. Ronkay & Landry, 2023[3]
- Apamea aquila heizmanni L. Ronkay, G. Ronkay & Landry, 2023[3]
- Apamea bernhardmayi L. Ronkay, G. Ronkay, Landry & Zilli, 2022[7]
- Apamea ericmetzleri L. Ronkay, G. Ronkay, Landry & Zilli, 2022[7]
- Apamea norbertkeili L. Ronkay, G. Ronkay, Landry & Zilli, 2022[7]
- Apamea oblonga michelabilalliae L. Ronkay, G. Ronkay & Landry, 2023[3]
- Apamea ploessli L. Ronkay, G. Ronkay, Landry & Zilli, 2022[7]
- Apamea stangelmaieri L. Ronkay, G. Ronkay, Landry & Zilli, 2022[7]
- Astrotischeria alcedoensis Landry, 2004
- Astrotischeria scalesiaella Landry, 2004
- Athetis andreluethii L. Ronkay, G. Ronkay & Landry, 2023[3]
- Athetis baptisteguyei L. Ronkay, G. Ronkay & Landry, 2023[3]
- Athetis hiltbrandi L. Ronkay, G. Ronkay & Landry, 2023[3]
- Athetis jacquelinestuderae L. Ronkay, G. Ronkay & Landry, 2023[3]
- Athetis naciriae L. Ronkay, G. Ronkay & Landry, 2023[3]
- Bucculatrix caribbea Davis & Landry, 2002[8]
- Bucculatrix cordiaella Davis & Landry, 2002[8]
- Callyna bijlengai L. Ronkay, G. Ronkay & Landry, 2023[3]
- Callyna danielneroni L. Ronkay, G. Ronkay & Landry, 2023[3]
- Callyna theolegeri L. Ronkay, G. Ronkay & Landry, 2023[3]
- Caloptilia cruzorum Landry, 2006
- Caloptilia dondavisi Landry, 2006
- Caloptilia galacotra Landry, 2006
- Calosima darwini Adamski & Landry, 1997
- Catharylla bijuga Léger & Landry, 2014[9]
- Catharylla chelicerata Léger & Landry, 2014[9]
- Catharylla coronata Léger & Landry, 2014[9]
- Catharylla gigantea Léger & Landry, 2014[9]
- Catharylla mayrabonillae Léger & Landry, 2014[9]
- Catharylla serrabonita Léger & Landry, 2014[9]
- Caudellia galapagosensis Landry & Neunzig, 2006
- Cheverella galapagensis Landry, 2011[5]
- Chileoptilia yaroella Vargas & Landry, 2005
- Chionodes manabiensis Schmitz & Landry, 2007
- Chionodes stefaniae Schmitz & Landry, 2007
- Cirrhia jacquesplantei L. Ronkay, G. Ronkay & Landry, 2023[3]
- Coelostathma caerulea Landry, 2001[10]
- Coelostathma cocoana Landry, 2001[10]
- Coelostathma continua Landry, 2001[10]
- Coelostathma pygmaea Landry, 2001[10]
- Coelostathma xocoatlana Landry, 2001[10]
- Coniostola isabelae Razowski & Landry, 2008
- Cosmopterix galapagosensis Landry, 2001[11]
- Cosmopterix madeleinae Landry, 2001[11]
- Cosmopterix yvani Landry, 2001[11]
- Cryptolectica lazaroi Landry, 2006
- Desmia mordor Landry & Solis, 2016
- Dialectica galapagosensis Landry, 2006
- Dialectica sanctaecrucis darwini Landry, 2006
- Diaphania galapagensis Landry & Solis, 2016
- Dichrorampha galapagana Razowski & Landry, 2008
- Diptychophora ardalia Landry & Becker, 2021
- Diptychophora galvani Landry & Becker, 2021
- Diptychophora huixtla Landry, 1990
- Diptychophora planaltina Landry & Becker, 2021
- Diptychophora powelli Landry, 1990
- Eccopsis floreana Razowski & Landry, 2008
- Eccopsis galapagana Razowski & Landry, 2008
- Ephysteris scimitarella Landry, 2010
- Ephysteris sporobolella Landry, 2010
- Epinotia microscyphos Razowski & Landry, 2008
- Episimus alcedanus Razowski & Landry, 2008
- Erdemsevenia marcaudardi L. Ronkay, G. Ronkay & Landry, 2023[3]
- Eupithecia galapagosata Landry & Rindge, 1995
- Exelastis dowi Matthews & Landry, 2008
- Galagete cinerea Landry, 2002[6]
- Galagete consimilis Landry, 2002[6]
- Galagete cristobalensis Landry, 2002[6]
- Galagete darwini Landry, 2002[6]
- Galagete espanolaensis Landry, 2002[6]
- Galagete griseonana Schmitz & Landry, 2005
- Galagete krameri Landry & Schmitz, 2008
- Galagete levequei Landry, 2002[6]
- Galagete pecki Landry, 2002[6]
  - Galagete pecki flavofasciata Schmitz & Landry, 2005
  - Galagete pecki pecki Landry, 2002[6]
- Galagete seymourensis Landry, 2002[6]
- Galagete turritella Landry, 2002[6]
- Geina sheppardi Landry, 1989
- Grenonia papplaci L. Ronkay, G. Ronkay & Landry, 2023[3]
- Haplochrois galapagosalis Landry, 2001
- Hedya brunneograpta Razowski & Landry, 2008
- Heliodines galapagoensis Heppner & Landry, 1994
- Hellinsia danielae Landry & Gielis, 2022[12]
- Hellula galapagensis Landry, 2008
- Hemerodromia fibrina Landry & Harper, 1985[13]
- Holcocera gozmanyi Adamski & Landry, 2007
- Hoplodrina piffarettii L. Ronkay, G. Ronkay & Landry, 2023[3]
- Hypocalamia meterythra yvonneberneyae L. Ronkay, G. Ronkay & Landry, 2023[3]
- Ithome volcanica Landry, 2001[11]
- La cerveza Landry, 1995[4]
- La florenciae Landry & Léger, 2024[14]
- La galapagensis Landry & Léger, 2024[14]
- La grisea Landry & Léger, 2024[14]
- La paquitae Landry & Léger, 2024[14]
- La wagneuri Landry & Léger, 2024[14]
- Leucochlaena caillezi L. Ronkay, G. Ronkay & Landry, 2023[3]
- Lineodes corinnae Landry, 2016
- Lineodes vulcanalis Landry, 2016
- Litoligia benierae L. Ronkay, G. Ronkay & Landry, 2023[3]
- Macrorrhinia pinta Landry & Neunzig, 1998
- Megalota johni Razowski & Landry, 2008
- Mesolia christinae Landry & Léger, 2024[14]
- Metopoceras omar comitinoguexae L. Ronkay, G. Ronkay & Landry, 2023[3]
- Micrelephas chalybeus Landry, 2003
- Micrelephas gaskini Landry, 2003
- Micrelephas helenae Landry, 2003
- Micrelephas longicilia Landry & Becker, 2013
- Micrelephas pseudokadenii Landry, 2003
- Microcrambus arevaloi Landry, 2020
- Microcrambus leticiensis Landry, 2020
- Moma alpium rossanamartiniae L. Ronkay, G. Ronkay & Landry, 2023[3]
- Mudaria arnaudmaederi L. Ronkay, G. Ronkay, Pekarsky & Landry, 2023[3]
- Mudaria bogdanpopescui L. Ronkay, G. Ronkay, Pekarsky & Landry, 2023[3]
- Mudaria helenetrudelae L. Ronkay, G. Ronkay, Pekarsky & Landry, 2023[3]
- Mudaria stahlgretschae L. Ronkay, G. Ronkay, Pekarsky & Landry, 2023[3]
- Mudaria vallottoni L. Ronkay, G. Ronkay, Pekarsky & Landry, 2023[3]
- Myelobia nicaraguensis Landry & Maes, 2015
- Neodactria cochisensis Landry & Albu, 2012
- Neodactria daemonis Landry & Klots, 2005
- Neodactria glenni Landry & Klots, 2002
- Neodactria oktibbeha Landry & Brown, 2005
- Neohelvibotys hoecki Landry, 2015
- Neoleucinodes galapagensis Landry, 2016
- Neurostrota brunnea Landry, 2006
- Neurostrota magnifica Landry, 2006
- Oidaematophorus cristobalis Landry & Gielis, 1992
- Oidaematophorus devriesi Landry & Gielis, 1992
- Orthosia (Monima) helenae Landry, L. Ronkay & G. Ronkay, 2020
- Parapediasia galapagensis Landry & Léger, 2024[14]
- Parapediasia torquatella Landry, 1995[4]
- Paraplatyptilia atlantica Landry & Gielis, 2008
- Periploca darwini Landry, 2001[11]
- Periploca longipenis Landry, 2001[11]
- Phlogophora albovittata barbuti L. Ronkay, G. Ronkay & Landry, 2023[3]
- Platyptilia nigroapicalis Landry & Gielis, 1992
- Platyptilia vilema Landry, 1993
- Postplatyptilia chicaquensis Landry & Gielis, 2022[12]
- Postplatyptilia huigraica Landry & Gielis, 1992
- Postplatyptilia minima Landry & Gielis, 1992
- Prays galapagosella Landry & Landry, 1998
- Proteoteras atromacula Razowski & Landry, 2008
- Prototheora katangensis Landry & Davis, 2018
- Prototheora tanzaniensis Landry & Davis, 2018
- Pyrausta galapagensis Landry, 2015
- Pyrausta insolata Landry, 2015
- Samea coffea Landry, 2016
- Samea inconspicuella Landry, 2016
- Schafferiessa galapagoensis Landry & Neunzig, 1998
- Schafferiessa pumila Landry & Neunzig, 1998
- Scrobipalpula caustonae Landry, 2010
- Scrobipalpula equatoriella Landry, 2010
- Scrobipalpula inornata Landry, 2010
- Sesamia bernardgisini L. Ronkay, G. Ronkay & Landry, 2023[3]
- Shafferiessa galapagoensis Landry & Neunzig, 1997
- Sisyracera jacquelinae Landry, 2016
- Sparganothina alta Landry, 2001[10]
- Sparganothina anopla Landry, 2001[10]
- Sparganothina aureola Landry, 2001[10]
- Sparganothina beckeri Landry, 2001[10]
- Sparganothina browni Landry, 2001[10]
- Sparganothina costaricana Landry, 2001[10]
- Sparganothina covelli Landry, 2001[10]
- Sparganothina cristata Landry, 2001[10]
- Sparganothina cultrata Landry, 2001[10]
- Sparganothina flammea Landry, 2001[10]
- Sparganothina inbiana Landry, 2001[10]
- Sparganothina irregularis Landry, 2001[10]
- Sparganothina laselvana Landry, 2001[10]
- Sparganothina lutea Landry, 2001[10]
- Sparganothina nana Landry, 2001[10]
- Sparganothina neoamoebaea Landry, 2001[10]
- Sparganothina pollicis Landry, 2001[10]
- Sparganothina setosa Landry, 2001[10]
- Sparganothina spinulosa Landry, 2001[10]
- Sparganothina tena Landry, 2001[10]
- Sparganothina ternaria Landry, 2001[10]
- Sparganothina trispinosa Landry, 2001[10]
- Sparganothina venezolana Landry, 2001[10]
- Sparganothina veracruzana Landry, 2001[10]
- Sparganothina volcanica Landry, 2001[10]
- Stegasta francisci Landry, 2010
- Stenoptilodes gielisi Landry, 1993
- Stilbosis schmitzi Landry, 2008
- Symmetrischema escondidella Landry, 2010
- Tebenna galapagoensis Heppner & Landry, 1994
- Udea galapagensis Landry, 2016
- Udea sideralis Landry, 2016
- Undulambia lindbladi Landry & Roque-Albelo, 2006
- Untomia lunatella Landry, 2010
- Utetheisa connerorum Landry & Roque-Albelo, 2009
- Utetheisa henrii Landry & Roque-Albelo, 2009

## Publications
Années 1980
- (en) Bernard Landry et P.P. Harper, « The aquatic dance fly fauna of a subarctic river system in Québec, with the description of a new species of Hemerodromia (Diptera: Empididae) », The Canadian Entomologist, Ottawa, Société d'entomologie du Canada, vol. 117, no 11,‎ novembre 1985, p. 1379-1386 (ISSN 0008-347X et 1918-3240, OCLC 01553087, DOI 10.4039/ENT1171379-11).
- (en) Bernard Landry, « Geina sheppardi, a new species of grape-feeding Platyptiliinae (Lepidoptera: Pterophoridae) from eastern North America, with notes on related species », The Canadian Entomologist, Ottawa, Société d'entomologie du Canada, vol. 121, no 9,‎ septembre 1989, p. 763-770 (ISSN 0008-347X et 1918-3240, OCLC 01553087, DOI 10.4039/ENT121763-9).

Années 1990
- (en) Bernard Landry, « Two new species of Diptychophora from Mexico (Pyralidae: Crambinae: Diptychophorini) », The Canadian Entomologist, Ottawa, Société d'entomologie du Canada, vol. 122, no 6,‎ décembre 1990, p. 1071-1077 (ISSN 0008-347X et 1918-3240, OCLC 01553087, DOI 10.4039/ENT1221071-11).
- (en) Bernard Landry et Cees Gielis, « A synopsis of the Pterophoridae (Lepidoptera) of the Galápagos Islands, Ecuador », Zoologische Verhandelingen, Leyde, Musée national d'histoire naturelle, vol. 276, no 1,‎ 1992, p. 1-42 (ISSN 0024-1652, lire en ligne).
- (en) Bernard Landry, « Additions to the knowledge of the Pterophoridae (Lepidoptera) of the Galapagos archipelago, Ecuador, with descriptions of two new species », Zoologische Mededelingen, NBC, vol. 67, no 34,‎ 1993, p. 473-485 (ISSN 0024-0672 et 1876-2174, OCLC 212304577, lire en ligne).
- (en) Bernard Landry, « A phylogenetic analysis of the major lineages of the Crambinae and of the genera of Crambini of North America (Lepidoptera: Pyralidae) », Memoirs on Entomology, International, Gainesville, vol. 1,‎ 1995 (ISSN 1083-6284, DOI 10.22215/ETD/1992-02134, lire en ligne).
- (en) Bernard Landry et Frederick H Rindge, « Additions to the Geometridae (Lepidoptera) of the Galápagos Islands, Ecuador : including a new species of Eupithecia », American Museum Novitates, New York, Musée américain d'histoire naturelle, vol. 3118,‎ 1995, p. 1-10 (ISSN 0003-0082 et 1937-352X, OCLC 47720325, lire en ligne).
- (en) Bernard Landry et H.H. Neunzig, « A review of the Phycitinae of the Galápagos Islands (Lepidoptera: Pyralidae) », Insect Systematics & Evolution, Éditions Brill, vol. 28, no 4,‎ 1er janvier 1997, p. 493-508 (ISSN 1399-560X et 1876-312X, DOI 10.1163/187631297X00303).

Années 2000
- (en) Bernard Landry, « The Cosmopterigidae (Lepidoptera) of the Galápagos Islands, Ecuador », Revue suisse de zoologie, MHNG, vol. 108,‎ 2001, p. 513–539 (ISSN 0035-418X, DOI 10.5962/BHL.PART.80160).
- (en) Bernard Landry et Lazaro Roque-Albelo, « The Sphingidae (Lepidoptera) of the Galápagos Islands : their identification, distribution, and host plants, with new records », Bulletin de la Société Entomologique Suisse, Société Entomologique Suisse (d), vol. 74,‎ 2001, p. 217 (ISSN 0036-7575 et 2297-539X, OCLC 1586648, DOI 10.5169/SEALS-402809, lire en ligne).
- (en) Bernard Landry et Jerry A. Powell, « Systematics and phylogeny of Sparganothina and related taxa (Lepidoptera: Tortricidae: Sparganothini) », University of California Publications in Entomology, Berkeley, UC Press, vol. 121,‎ 2001, p. 1-82 (ISBN 978-0-520-09840-4, ISSN 0068-6417 et 1559-324X, OCLC 1330602, DOI 10.1525/CALIFORNIA/9780520098404.001.0001, lire en ligne).
- (en) Bernard Landry, « Galagete, a new genus of Autostichidae representing the first case of an extensive radiation of endemic Lepidoptera in the Galápagos Islands », Revue suisse de zoologie, MHNG, vol. 109,‎ 2002, p. 813–868 (ISSN 0035-418X, DOI 10.5962/BHL.PART.79573).
- (en) Donald R. Davis, Bernard Landry et Lazaro Roque-Albelo, « Two new Neotropical species of Bucculatrix leaf miners (Lepidoptera: Bucculatricidae) reared from Cordia (Boraginaceae) », Revue suisse de zoologie, MHNG, vol. 109,‎ 2002, p. 277–294 (ISSN 0035-418X, DOI 10.5962/BHL.PART.79591).
- (en) B. Landry et L. Roque-Albelo, « First report of Tischeriidae (Lepidoptera) on the Galapagos Islands, Ecuador, with descriptions of two new endemic species », Revue suisse de zoologie, MHNG, vol. 111,‎ 2004, p. 599–609 (ISSN 0035-418X, DOI 10.5962/BHL.PART.80255).
- (en) Bernard Landry et Jean-François Landry, « The genus Alucita in North America, with description of two new species (Lepidoptera: Alucitidae) », The Canadian Entomologist, Ottawa, Société d'entomologie du Canada, vol. 136, no 4,‎ août 2004, p. 553-579 (ISSN 0008-347X et 1918-3240, OCLC 01553087, DOI 10.4039/N03-095).
- (en) Bernard Landry, Lazaro Roque-Albelo et Deborah L. Matthews, « Supplemental additions to the Pterophoridae (Lepidoptera) of the Galapagos Islands (Ecuador) with description of a new species of Adaina Tutt », Bulletin de la Société Entomologique Suisse, Société Entomologique Suisse (d), vol. 77,‎ 2004, p. 289 (ISSN 0036-7575 et 2297-539X, OCLC 1586648, DOI 10.5169/SEALS-402873, lire en ligne).
- (en) Bernard Landry et Richard L. Brown, « Two new species of Neodactria Landry (Lepidoptera: Pyralidae: Crambinae) from the United States of America », Zootaxa, Magnolia Press (d), vol. 1080, no 1,‎ 15 novembre 2005, p. 1–16 (ISSN 1175-5334 et 1175-5326, OCLC 49030618, DOI 10.11646/ZOOTAXA.1080.1.1).
- (en) P. Schmitz et B. Landry, « Two new taxa of Galagete (Lepidoptera, Autostichidae) from the Galápagos Islands, Ecuador », Revue suisse de zoologie, MHNG, vol. 112,‎ 2005, p. 511–517 (ISSN 0035-418X, DOI 10.5962/BHL.PART.80310).
- (en) B. Landry, David Adamski, P. Schmitz, Christine E. Parent et Lazaro Roque-Albelo, « Taygete sphecophila (Meyrick) (Lepidoptera; Autostichidae): redescription of the adult, description of the larva and pupa, and impact on Polistes wasps (Hymenoptera; Vespidae) nests in the Galapagos Islands », Revue suisse de zoologie, MHNG, vol. 113,‎ 2006, p. 307–323 (ISSN 0035-418X, DOI 10.5962/BHL.PART.80355).
- (en) B. Landry, « The Gracillariidae (Lepidoptera, Gracillarioidea) of the Galapagos Islands, Ecuador, with notes on some of their relatives », Revue suisse de zoologie, MHNG, vol. 113,‎ 2006, p. 437–485 (ISSN 0035-418X, DOI 10.5962/BHL.PART.80359).
- (en) H.H. Neunzig et Bernard Landry, « Additions to the Phycitinae (Lepidoptera, Pyralidae) of the Galapagos Islands, Ecuador, with description of a new species of Caudellia Dyar », Bulletin de la Société Entomologique Suisse, Société Entomologique Suisse (d), vol. 79,‎ 2006, p. 1 (ISSN 0036-7575 et 2297-539X, OCLC 1586648, DOI 10.5169/SEALS-402906, lire en ligne).
- (en) Patrick Schmitz, Alice Cibois et Bernard Landry, « Molecular phylogeny and dating of an insular endemic moth radiation inferred from mitochondrial and nuclear genes: the genus Galagete (Lepidoptera: Autostichidae) of the Galapagos Islands », Molecular Phylogenetics and Evolution, Academic Press et Elsevier, vol. 45, no 1,‎ 25 mai 2007, p. 180-192 (ISSN 1055-7903 et 1095-9513, PMID 17604184, DOI 10.1016/J.YMPEV.2007.05.010).
- (en) P. Schmitz et B. Landry, « Two new species of Chionodes Hübner from Ecuador, with a summary of known Galapagos records of Gelechiidae (Lepidoptera) », Revue suisse de zoologie, MHNG, vol. 114,‎ 2007, p. 175–184 (ISSN 0035-418X, DOI 10.5962/BHL.PART.80393).
- (en) Patrick Schmitz, Alice Cibois et Bernard Landry, « Cryptic differentiation in the endemic micromoth Galagete darwini (Lepidoptera, Autostichidae) on Galápagos volcanoes », Philosophical Transactions of the Royal Society B: Biological Sciences, Royal Society, vol. 363, no 1508,‎ 1er octobre 2008, p. 3453-3458 (ISSN 0962-8436 et 1471-2970, OCLC 01403239, PMID 18765358, PMCID 2607377, DOI 10.1098/RSTB.2008.0117).
- (en) J. Razowski, B. Landry et L. Roque-Albelo, « The Tortricidae (Lepidoptera) of the Galapagos Islands, Ecuador », Revue suisse de zoologie, MHNG, vol. 115,‎ 2008, p. 185–220 (ISSN 0035-418X, DOI 10.5962/BHL.PART.80425).
- (en) Bernard Landry et Lazaro Roque-Albelo, « Additions to the Cosmopterigidae (Lepidoptera) of the Galapagos Islands, Ecuador, with description of a new species of Stilbosis Clemens », Revue suisse de zoologie, MHNG, vol. 115,‎ 2008, p. 303–309 (ISSN 0035-418X, DOI 10.5962/BHL.PART.80427).
- (en) Bernard Landry et Patrick Schmitz, « A striking new endemic species of Galagete Landry (Lepidoptera, Autostichidae) from the Galapagos Islands, Ecuador », Revue suisse de zoologie, MHNG, vol. 115,‎ 2008, p. 575–583 (ISSN 0035-418X, DOI 10.5962/BHL.PART.80446).
- (en) Bernard Landry et Cees Gielis, « Key to the Paraplatyptilia species of eastern Canada with description of a new species (Lepidoptera: Pterophoridae) », The Canadian Entomologist, Ottawa, Société d'entomologie du Canada, vol. 140, no 2,‎ avril 2008, p. 143-148 (ISSN 0008-347X et 1918-3240, OCLC 01553087, DOI 10.4039/N07-026).
- (en) Bernard Landry et Lazaro Roque-Albelo, « The Glaphyriinae (Lepidoptera: Pyralidae) of the Galapagos Islands, Ecuador, with keys to the Neotropical species of Hellula Guenée », Tijdschrift voor Entomologie, La Haye, Leyde et Amsterdam, NEV (d), Martinus Nijhoff Publishers (d) et Éditions Brill, vol. 151, no 2,‎ 2008, p. 193-203 (ISSN 0040-7496 et 2211-9434, OCLC 1132820, DOI 10.1163/22119434-900000264).
- (en) Bernard Landry et Lazaro Roque-Albelo, « Two new species of Utetheisa Hübner (Lepidoptera, Noctuidae, Arctiinae) from the Galapagos Islands, Ecuador », ZooKeys, Sofia, Pensoft Publishers (d), vol. 21, no 21,‎ 23 septembre 2009, p. 55-72 (ISSN 1313-2989 et 1313-2970, OCLC 248547717, DOI 10.3897/ZOOKEYS.21.201).

Années 2010
- (en) Bernard Landry et Lazaro Roque-Albelo, « The Gelechiidae (Lepidoptera) of the Galapagos Islands, Ecuador, a taxonomic revision », Revue suisse de zoologie, MHNG, vol. 117,‎ 2010, p. 697–770 (ISSN 0035-418X, DOI 10.5962/BHL.PART.117601).
- (en) Bernard Landry, Lazaro Roque-Albelo et James E. Hayden, « A new genus and species of Spilomelinae (Lepidoptera, Pyralidae) from the Galapagos Islands, Ecuador », Revue suisse de zoologie, MHNG, vol. 118, no 4,‎ 2011, p. 639–649 (ISSN 0035-418X, DOI 10.5962/BHL.PART.117819).
- (en) Jerome C. Regier, Charles Mitter, M. Alma Solis, James E. Hayden, Bernard Landry, Matthias Nuss, Thomas J. Simonsen, Shen-Horn Yen, Andreas Zwick et Michael P. Cummings, « A molecular phylogeny for the pyraloid moths (Lepidoptera: Pyraloidea) and its implications for higher-level classification », Systematic Entomology, Wiley-Blackwell, vol. 37, no 4,‎ 6 juillet 2012, p. 635-656 (ISSN 0307-6970 et 1365-3113, DOI 10.1111/J.1365-3113.2012.00641.X).
- (en) Théo Léger, Bernard Landry, Matthias Nuss et Richard Mally, « Systematics of the Neotropical genus Catharylla Zeller (Lepidoptera, Pyralidae s. l., Crambinae) », ZooKeys, Sofia, Pensoft Publishers (d), vol. 375, no 375,‎ 30 janvier 2014, p. 15-73 (ISSN 1313-2989 et 1313-2970, OCLC 248547717, PMID 24526844, PMCID 3921562, DOI 10.3897/ZOOKEYS.375.6222).
- (en) Bernard Landry et Giorgio Baldizzone, « Description of the reduced mouth parts of Coleophora micronotella Toll (Lepidoptera, Coleophoridae), with a new synonym », Nota Lepidopterologica, Bonn, Pensoft Publishers (d), vol. 37, no 1,‎ 15 juin 2014, p. 43–48 (ISSN 0342-7536 et 2367-5365, OCLC 5224172, DOI 10.3897/NL.37.7953).
- (en) Ivan Löbl, Alice Cibois et Bernard Landry, « Describing new species in the absence of sampled specimens: a taxonomist's own-goal », Bulletin of Zoological Nomenclature, Londres, International Trust for Zoological Nomenclature (d), vol. 73, no 1,‎ 1er mars 2016, p. 83-86 (ISSN 0007-5167 et 2057-0570, OCLC 1753468, DOI 10.21805/BZN.V73I1.A2).
- Tommy Andriollo, Bernard Landry, Bastien Guibert, Maxime Pastore et Pierre Baumgart, « Nouveaux ajouts à la liste des Lépidoptères du canton de Genève », Entomo Helvetica, vol. 12,‎ juin 2019, p. 9-28 (ISSN 1662-8500).
- (en) Jurate de Prins, Helber Adrián Arévalo-Maldonado, Donald R. Davis, Bernard Landry, Héctor A. Vargas, Mignon M. Davis, Rosângela Brito, Júlia Fochezato, Issei Ohshima et Gilson Rudinei Pires Moreira, « An illustrated catalogue of the Neotropical Gracillariidae (Lepidoptera) with new data on primary types », Zootaxa, Magnolia Press (d), vol. 4575, no 1,‎ 29 mars 2019, p. 1 (ISSN 1175-5334 et 1175-5326, OCLC 49030618, PMID 31715785, DOI 10.11646/ZOOTAXA.4575.1.1).
- (en) Théo Léger, Bernard Landry et Matthias Nuss, « Phylogeny, character evolution and tribal classification in Crambinae and Scopariinae (Lepidoptera, Crambidae) », Systematic Entomology, Wiley-Blackwell, vol. 44, no 4,‎ 3 septembre 2019, p. 757-776 (ISSN 0307-6970 et 1365-3113, DOI 10.1111/SYEN.12353, lire en ligne).

Années 2020
- (en) Bernard Landry et Tommy Andriollo, « A review of the genus Microcrambus Błeszyński, 1963 (Lepidoptera, Pyraloidea, Crambinae) in Colombia, with descriptions of two new species », Revista U.D.C.A Actualidad & Divulgación Científica, University of Applied and Environmental Sciences (d), vol. 23, no 2,‎ 2020, e1628 (ISSN 0123-4226 et 2619-2551, DOI 10.31910/RUDCA.V23.N2.2020.1628).
- (en) Bernard Landry et Vitor O. Becker, « A taxonomic review of the genus Diptychophora Zeller (Lepidoptera, Pyralidae sensu lato, Crambinae) in Brazil, with descriptions of three new species », Revue suisse de zoologie, MHNG, vol. 128, no 1,‎ 23 avril 2021, p. 73-84 (ISSN 0035-418X, DOI 10.35929/RSZ.0036, lire en ligne).
- (en) Bernard Landry et Cees Gielis, « On the Pterophoridae (Lepidoptera) of Colombia », Tropical Lepidoptera Research, Association for Tropical Lepidoptera (d), vol. 32, no 2,‎ 29 octobre 2022, p. 100-108 (ISSN 1941-7659 et 2575-9256, DOI 10.5281/ZENODO.7246187).
- (en) Gábor Ronkay, László Aladár Ronkay, Bernard Landry et Alberto Zilli, « A revision of the Apamea fasciata (Leech, 1900) species complex (Noctuidae, Xyleninae, Apameini) », Revue suisse de zoologie, MHNG, vol. 129, no 2,‎ octobre 2022, p. 329-341 (ISSN 0035-418X, DOI 10.35929/RSZ.0080).
- (en) László Aladár Ronkay, Gábor Ronkay et Bernard Landry (dir.), The Jacques Plante Noctuidae Collection. Part II. Amphipyrinae, Psaphidinae, Cuculliinae, Oncocnemidinae, Acontiinae, Pantheinae, Dyopsinae, Raphiinae, Acronictinae, Bryophilinae, Heliothinae, Condicinae & Xyleninae. New taxa, vol. 49, Genève, SPHN, 2023, 445 p. (ISSN 0252-7960, OCLC 4277814), chap. 2.
- (fr + en + de + it) Bernard Landry et Théo Léger, « Taxonomic revision of the Crambinae (Lepidoptera, Pyralidae sensu lato) of the Galápagos Islands, Ecuador », Revue suisse de zoologie, MHNG, vol. 131, no 2,‎ 12 décembre 2024 (ISSN 0035-418X, DOI 10.35929/RSZ.0129).
- (de) Bernard Landry, « Ein Lebensweg als Taxonom », Entomologische Nachrichten und Berichte, vol. 68, no 2/Supplement,‎ 2024, p. 290-295 (ISSN 0232-5535).